# Río Alburrel
El río Alburrel es un curso de agua del interior de la península ibérica, afluente del Sever por la derecha. Perteneciente a la cuenca hidrográfica del Tajo, discurre por la provincia española de Cáceres.

## Curso
Discurre por la provincia de Cáceres. El riachuelo, que nace en el término municipal de Valencia de Alcántara, de la unión de los arroyos Alpotrel y Canito, tiene un caudal fuertemente estacional y desemboca en el río Sever. Al norte de Valencia de Alcántara, el río presenta un puente de piedra de dos ojos. Aparece descrito en el primer volumen del Diccionario geográfico-estadístico-histórico de España y sus posesiones de Ultramar de Pascual Madoz de la siguiente manera:

ALBURREL: riach. en la prov. de Cáceres, part. jud. y térm. de Valencia de Alcántara: se forma de los arroyos Alpotrél y Canito, 2 leg. al N. de esta v. y no llevando mas agua que la que estos le dán, se seca en mayo hasta noviembre, sin que se riegue ni se saque mas utilidad de él, que la de sus aguas detenidas en charcos naturales para abrevaderos de verano: sigue su curso al O. por espacio de 3 leg. en el cual recoje al Avid, y se sepulta en el Sevér: tiene un puente de piedra á 1 leg. al N. de Valencia de Alcántara con dos ojos, 8 varas de altura y 14 de long., cuya obra es del siglo XVII; su reparación es de cargo de esta v., pero se halla descuidado.
(Madoz, 1845, p. 350)

Las aguas del río, perteneciente a la cuenca hidrográfica del Tajo, acaban vertidas en el océano Atlántico.